# Thuso Mbedu
Thuso Nokwanda Mbedu, född 8 juli 1991 i Pietermaritzburg, KwaZulu-Natal, är en sydafrikansk skådespelare.
Mbedu har bland annat medverkat i TV-serierna Castlevania: Nocturne och Den underjordiska järnvägen. Hon har även medverkat i filmen The Woman King.

## Filmografi (i urval)
- 2021 – Den underjordiska järnvägen (TV-serie)
- 2022 – The Woman King
- 2023 – Castlevania: Nocturne (TV-serie)